# بيدرو دو لا روزا
بيدرو دو لا روزا (بالإسبانية: Pedro Martínez de la Rosa)‏ مواليد 24 فبراير 1971 في برشلونة، هو سائق فورملا 1 إسباني بدأ مسيرته الاحترافية سنة 1999. كان أول سباق له هو سباق الجائزة الكبرى الأسترالي 1999. خاض خلال مسيرته 107 سباقاً.

## سباقات شارك فيها
- سوبر فورمولا
- بطولة فورمولا 3 اليابانية
- بطولة فورمولا 3 البريطانية

## روابط خارجية
- بيدرو دو لا روزا على موقع Racing-Reference.info (الإنجليزية)
- بيدرو دو لا روزا على موقع DriverDB.com (الإنجليزية)